# Куп четири нације 2013.
Куп четири нације 2013. (службени назив: 2013 Rugby Championship) је било 18. издање овог најквалитетнијег репрезентативног рагби такмичења Јужне хемисфере, а 2. од проширења Купа три нације на Куп четири нације.
Турнир је освојио Нови Зеланд који је два пута победио све ривале. Тако су "Ол блекси" показали да су без конкуренције највећа светска суперсила у овом колизионом спорту.

## Учесници
Напомена:
|   | Селекција                          | Стадион                                     | Селектор        | Капитен          |
| - | ---------------------------------- | ------------------------------------------- | --------------- | ---------------- |
| 1 | Рагби репрезентација Аргентине     | Градски стадион Ла Плата, Ла Плата (53 000) | Сантијаго Фелан | Фелипе Контепоми |
| 2 | Рагби репрезентација ЈАР           | Сокер сити, Јоханезбург (94 700)            | Хејнеке Мејер   | Жан Де Вилијерс  |
| 3 | Рагби репрезентација Новог Зеланда | Еден Парк, Окланд (50 000)                  | Стив Хансен     | Ричи Мако        |
| 4 | Рагби репрезентација Аустралије    | Стадион Аустралија, Сиднеј (84 000)         | Ивен МеКензи    | Вил Џенија       |

## Такмичење

### Припремни мечеви
Аргентина - Њу Саут Велс барберијанси 29-27
Аргентина - Њу Саут Велс барбејанси 58-12

### Прво коло
Аустралија - Нови Зеланд 29-47
Јужна Африка - Аргентина 73-13

### Друго коло
Нови Зеланд - Аустралија 27-16
Аргентина - Јужна Африка 17-22

### Треће коло
Нови Зеланд - Аргентина 28-13
Аустралија - Јужна Африка 12-38

### Четврто коло
Нови Зеланд - Јужна Африка 29-15
Аустралија - Аргентина 14-13

### Пето коло
Јужна Африка - Аустралија 28-8
Аргентина - Нови Зеланд 15-33

### Шесто коло
Јужна Африка - Нови Зеланд 27-38
Аргентина - Аустралија 17-54

## Табела
|   | Селекција   | ИГ | Д | Н | И | ПД  | ПП  | ПР   | БП | Б  |  |
| - | ----------- | -- | - | - | - | --- | --- | ---- | -- | -- |  |
| 1 | Ол блекси   | 6  | 6 | 0 | 0 | 202 | 115 | +87  | 4  | 28 |  |
| 2 | Спрингбокси | 6  | 4 | 0 | 2 | 203 | 117 | +86  | 3  | 19 |  |
| 3 | Валабиси    | 6  | 2 | 0 | 4 | 133 | 153 | -20  | 1  | 9  |  |
| 4 | Пуме        | 6  | 0 | 0 | 6 | 88  | 224 | -136 | 2  | 2  |  |

| Победник Купа четири нација 2013. |
| --------------------------------- |
| Нови Зеланд 12. титула            |

## Индивидуална стастика
Највише поена
- Морн Стејн 88, Јужна Африка
- Кристијан Леалифано 64, Аустралија
- Бен Смит 40, Нови Зеланд
- Ерон Круден 37, Нови Зеланд
- Николас Санчез 33, Аргентина

Највише есеја
- Бен Смит 8, Нови Зеланд
- Израел Фолау 5, Аустралија
- Брајан Хабана 3, Јужна Африка
- Хуан Мануел Легуизамон 3, Аргентина
- Вили ле Ру 2, Јужна Африка